# Billet de 2 000 pesos colombiens
Le billet de 2 000 pesos colombiens (2 000 $) est un des billets de banque en circulation en Colombie. Il mesure 128 sur 66 millimètres et la couleur prédominante est le bleu. La peintre colombienne Débora Arango est représentée sur le recto alors que le verso montre le Caño Cristales et la Sierra de la Macarena.
Une première série, mise en circulation en 1983 et dont les billets mesuraient 140 sur 70 millimètres, représentait Simón Bolívar sur le recto. Le verso montrait le passage de son armée par le páramo de Pisba. Un deuxième design, en circulation dès le 17 novembre 2006 et de couleur beige, mesurait 130 sur 65 millimètres. Francisco de Paula Santander y était représenté sur le recto tandis que le verso montrait la Maison de la monnaie située à Bogota.
Le billet de 2 000 pesos colombiens possède de nombreuses caractéristiques de sécurité telles qu'un filigrane, de l'encre ultra-violette, une bande holographique et des micro-impressions, qui certifient de son authenticité.

## Histoire
Jusqu'en 1870, il n'existe pas de banque en Colombie, l'Église et les principaux commerçants dominant alors le marché du crédit. Des monnaies en or, argent, nickel et cuivre circulent mais aucun billet n'est encore émis par le système monétaire encore peu développé de ce pays. La Banque de Bogotá (Banco de Bogotá) est la première banque privée à être fondée en 1870 en Colombie. À partir de 1871, en vertu de la loi 35 de 1865, des billets émis jusqu'en 1886 par trente-six banques privées commencent à coexister avec la monnaie métallique et sont rachetables par cette dernière. En 1886, le président de la Colombie, Rafael Núñez, établit le cours forcé du billet de la Banque Nationale (Banco Nacional) fondée en 1880, mettant fin à l'émission de papier-monnaie par les banques privées sur le long terme. Le décret no 260 de 1885 suspend la convertibilité des billets en monnaie métallique. La loi no 87 de 1886 prescrit le caractère de monnaie légale de la République au billet de la Banque Nationale qui devient obligatoire pour le paiement des revenus et contributions publiques, tout comme dans les transactions entre particuliers. Par ailleurs, il est dorénavant interdit de stipuler tout autre espèce monétaire dans les contrats.
À la suite de sa création en 1923, la Banque de la République (Banco de la Republica) est instituée comme étant la banque des banques et la seule à pouvoir émettre de la monnaie. Ainsi, entre 1923 et 1931, des coupures de 1, 2, 5, 10, 20, 50, 100 et 500 pesos entrent en circulation. Ces billets sont échangeables en or et en dollars. Après la crise mondiale des années 1930, ils cessent d'être convertibles en or et circulent en tant que moyen légal de paiement jusqu'au milieu des années 1970 où ils sont remplacés par des pièces de monnaie en cuivre et en nickel de valeur équivalente. Ces pièces sont fabriquées jusqu'en 1991 par le Trésor Général de la Nation et non par la Banque de la République. À compter de 1991, cette dernière émet la monnaie métallique, mettant un terme à la dichotomie dans l'émission monétaire en Colombie.

## Éléments graphiques

### Première série (1983-1996)
Ce billet de 2 000 pesos colombiens, qui mesure 140 sur 70 millimètres, représente Simón Bolívar sur le recto. Le verso montre le passage de son armée par le páramo de Pisba.

### Deuxième série (1996-2016)
Il mesure 130 sur 65 millimètres.

## Production et stockage
Entre 1960 et 2010, sur 19 839,90 millions de billets produits par la Banque de la République de Colombie, 3 176,65 millions sont des billets de 2 000 pesos colombiens.
| 1989   | 1990 | 1991  | 1992   | 1993  | 1994   |
| ------ | ---- | ----- | ------ | ----- | ------ |
| 130,50 | 15   | 96,10 | 149,35 | 95,25 | 122,70 |

| 1995 | 1996   | 1997   | 1998  | 1999 | 2000 |
| ---- | ------ | ------ | ----- | ---- | ---- |
| 0,50 | 154,15 | 170,45 | 87,85 | 140  | 175  |

| 2001 | 2002 | 2003 | 2004   | 2005   | 2006   |
| ---- | ---- | ---- | ------ | ------ | ------ |
| 173  | 149  | 158  | 186,10 | 145,30 | 183,20 |

| 2007   | 2008   | 2009   | 2010   | 2011   | 2012   |
| ------ | ------ | ------ | ------ | ------ | ------ |
| 182,70 | 219,20 | 235,40 | 207,80 | 213,50 | 266,60 |

## Émission et circulation
Depuis 1987, la Banque de la République utilise le système métrique décimal comme modèle d'émission pour sa monnaie. Développé par L.C. Payne et H.M. Morgan en Angleterre, il a été adapté à la Colombie. Son objectif premier est d'anticiper la production de billets afin de maintenir les stocks d'argent nécessaires pour satisfaire à la demande de l'économie et de disposer de réserves de sécurité pour couvrir les éventuelles défaillances de l'offre. Afin d'avoir les plus faibles coûts possibles, cet établissement bancaire doit également projeter les dates où il est nécessaire d'introduire de nouvelles dénominations sur les billets ou de les remplacer par de la monnaie métallique.
La Banque de la République estime, qu'à la fin du mois de mai 2012, 230,8 millions de billets de 2 000 pesos colombiens sont en circulation en Colombie, soit environ 461 600 000 000 pesos colombiens en coupures de 2 000.

## Contrefaçon
Le directeur de la Banque de la République de Colombie, José Darío Uribe, lance la campagne Billetes y monedas: valor y arte (Billets et pièces : valeur et art) en 2010 afin que les citoyens puissent repérer les contrefaçons. Grâce à une série d'ateliers, les caissiers, les commerçants, les chauffeurs du service public et, de façon générale, toutes les personnes pouvant être exposées à la réception de la fausse monnaie sont ainsi formés pour reconnaître les faux-billets. À l'issue de cette formation, ils reçoivent comme certificat une décalcomanie à afficher dans leur boutique et sur leurs caisses enregistreuses afin de faire fuir les éventuels trafiquants de fausse monnaie. Selon José Darío Uribe, « les différentes campagnes éducatives que la Banque de la République a réalisées ont permis réduire le nombre de falsifications de billets en Colombie ». La Banque de la République recommande de reconnaître les faux-billets par la méthode simple de "Toucher, regarder et incliner" (Tocar, mirar y girar).